# Парагвайский кайман
Парагва́йский кайма́н, или жакаре (лат. Caiman yacare), — вид кайманов, ранее считавшийся подвидом крокодилового каймана.

## Внешний вид и строение
По данным И. С. Даревского и Н. Л. Орлова достигает длины 2,5—3 м. По данным Е. А. Дунаева максимальная длина 2,7 м, а по неподтверждённым данным — до 4 м, но в среднем взрослые особи не превышают 2 м. Имеется половой диморфизм в размерах: самцы достигают 2—2,5 м при массе до 58 кг, в то время как самки имеют длину до 1,4 м и массу до 23 кг.

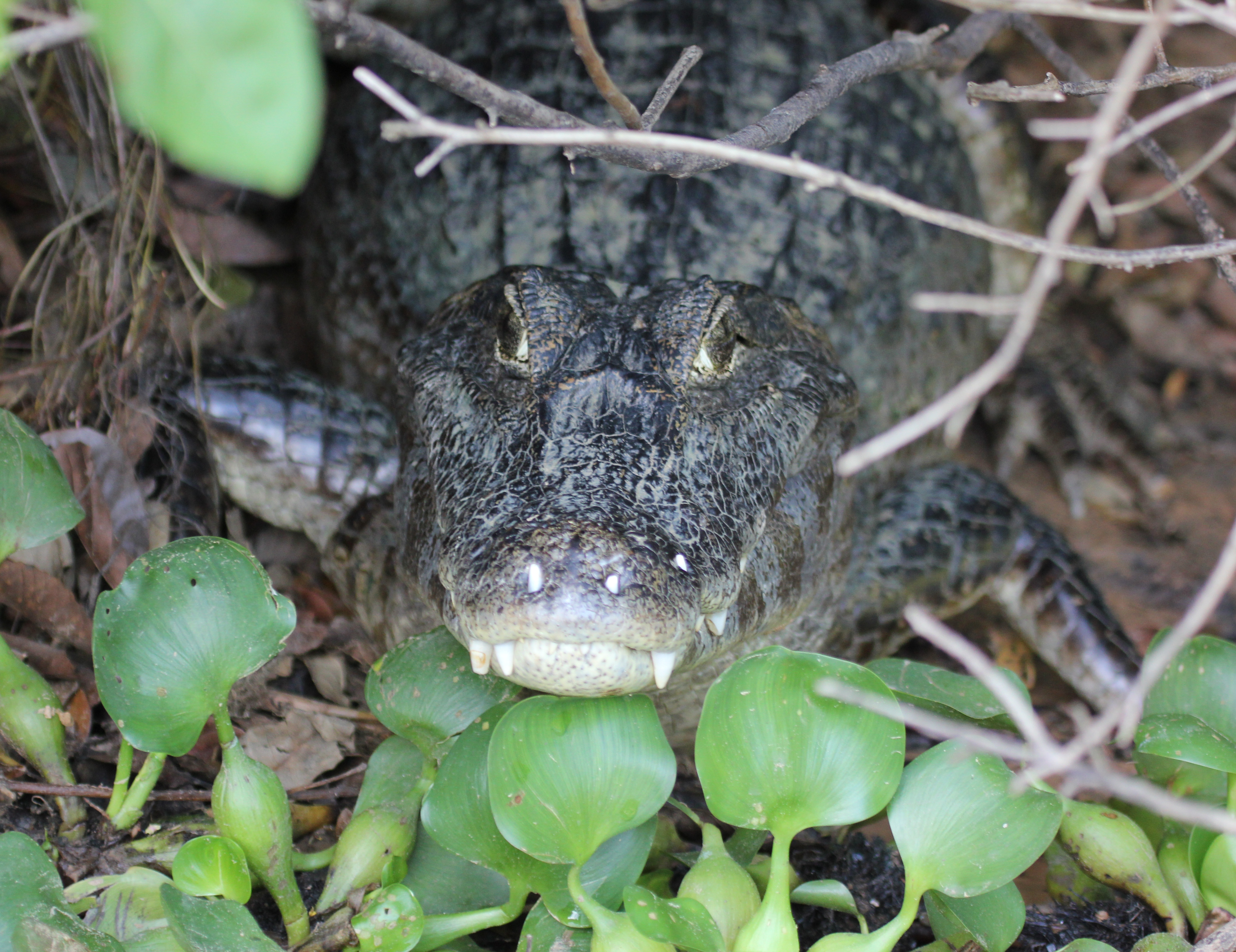
Рыло парагвайского каймана с выступающими через верхнюю челюсть 1-м и 4-м зубами нижней челюсти

Рыло среднее или широкое, с относительно гладкой вершиной. За глазами имеются изогнутые гребни. На предчелюстной кости 3—5 зубов, на верхнечелюстной — 10—15, а на нижней челюсти — 14—21, при этом первый и четвёртый зубы нижней челюсти обычно проходят через отверстия в верхней, выступая на поверхности рыла. Симфиз нижней челюсти доходит до уровня четвёртого или пятого зуба.
Зазатылочные щитки располагаются в два ряда. Боковые чешуи в середине туловища образуют 3—4 продольных ряда, при этом кили и окостенения заметны лишь на расположенных ближе к спине. Боковые чешуи, расположенные ближе к брюху, в середине туловища в 1,2—2,4 раза меньше соседствующих с ними брюшных щитков. Между крупными боковыми чешуйками располагаются мелкие зернистые, которые образуют узор из перекрещивающихся линий или неправильных коротких продольных рядов. Воротник хорошо заметен, имеет сильные окостенения, выраженные также на 1—7 поперечных рядах горловых чешуй перед ним и 1—14 рядах брюшных щитков за ним. Брюшные щитки в середине туловища располагаются в 18—24 поперечных и 12—14 продольных рядах. Хорошо выраженные окостенения имеются также в анальной области и в первых 23 поперечных рядах чешуй нижней стороны хвоста.

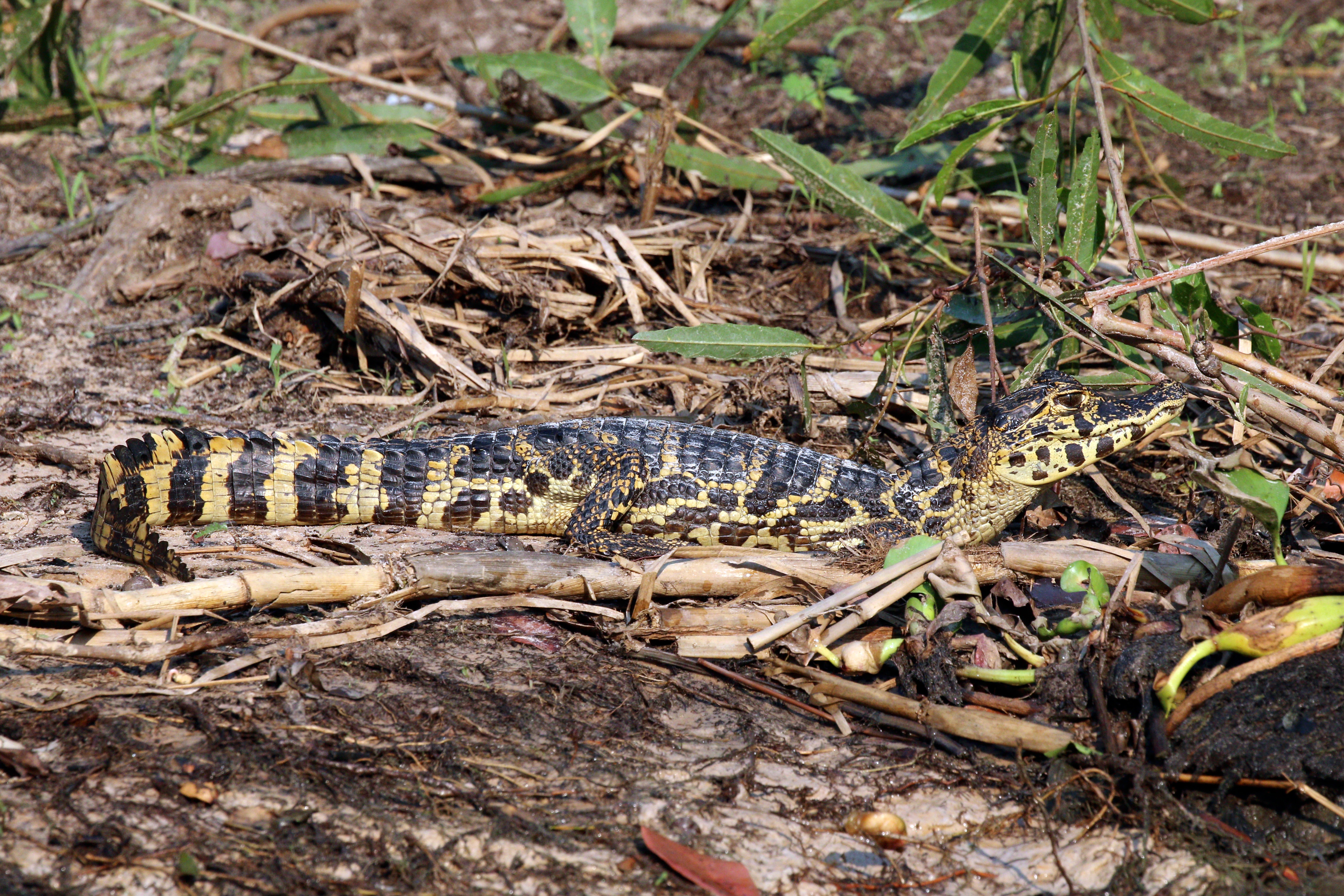
Молодой парагвайский кайман

Верхняя сторона тела от светло-коричневой до зелёно-серой или почти чёрной с 4—5 коричневато-чёрными поперечными полосами на туловище и 7—8 — на хвосте. Молодые кайманы сверху желтовато-зелёные с тёмными поперечными полосами по бокам и на хвосте и, как правило, 3—5 крупными тёмными пятнами на нижней челюсти.

## Ареал и места обитания
Считается самым южным видов кайманов в мире. Парагвайский кайман обитает на севере Аргентины, на юге Бразилии, в Боливии и Парагвае. Ареал этого вида каймана дальше всего заходит на юг за залив Ла-Плата. Населяет болота и заболоченные низменности, часто укрывается среди плавучих островов.

## Образ жизни
Питается водными беспозвоночными (улитками) и позвоночными — главным образом рыбами (в частности, регулируют численность пираний), реже — змеями, вплоть до парагвайских анаконд. Строение челюстей и зубов, а также природная пугливость, не позволяют ему справляться с крупными животными. В сезон размножения, в середине дождливого сезона самки сооружают гнезда, в которые откладывают 21—38 яиц. В районах, где кайманы активно истребляются, самки покидают гнезда после того, как отложат яйца; в других — остаются рядом с кладкой. Детёныши вылупляются в марте. Жакаре являются важным компонентом диеты ягуаров в Пантанале, а кроме ягуаров на них могут нападать гигантские выдры, бродячие собаки и крупные анаконды.

## Статус популяции
Численность жакаре повсеместно низка. Действуют совместные программы по сохранению численности каймана в Боливии, Бразилии и Аргентине. В Боливии практикуется разведение кайманов, живущих в природных условиях, а в Бразилии и Аргентине работают крокодильи фермы. Жакаре относится к охраняемым видам, внесен в Красную книгу IUCN. Современная численность популяции не слишком высока (100000—200000 особей), но довольно стабильна и сохраняется на прежнем уровне даже в неблагоприятные сезоны года.